# Rust (sport)

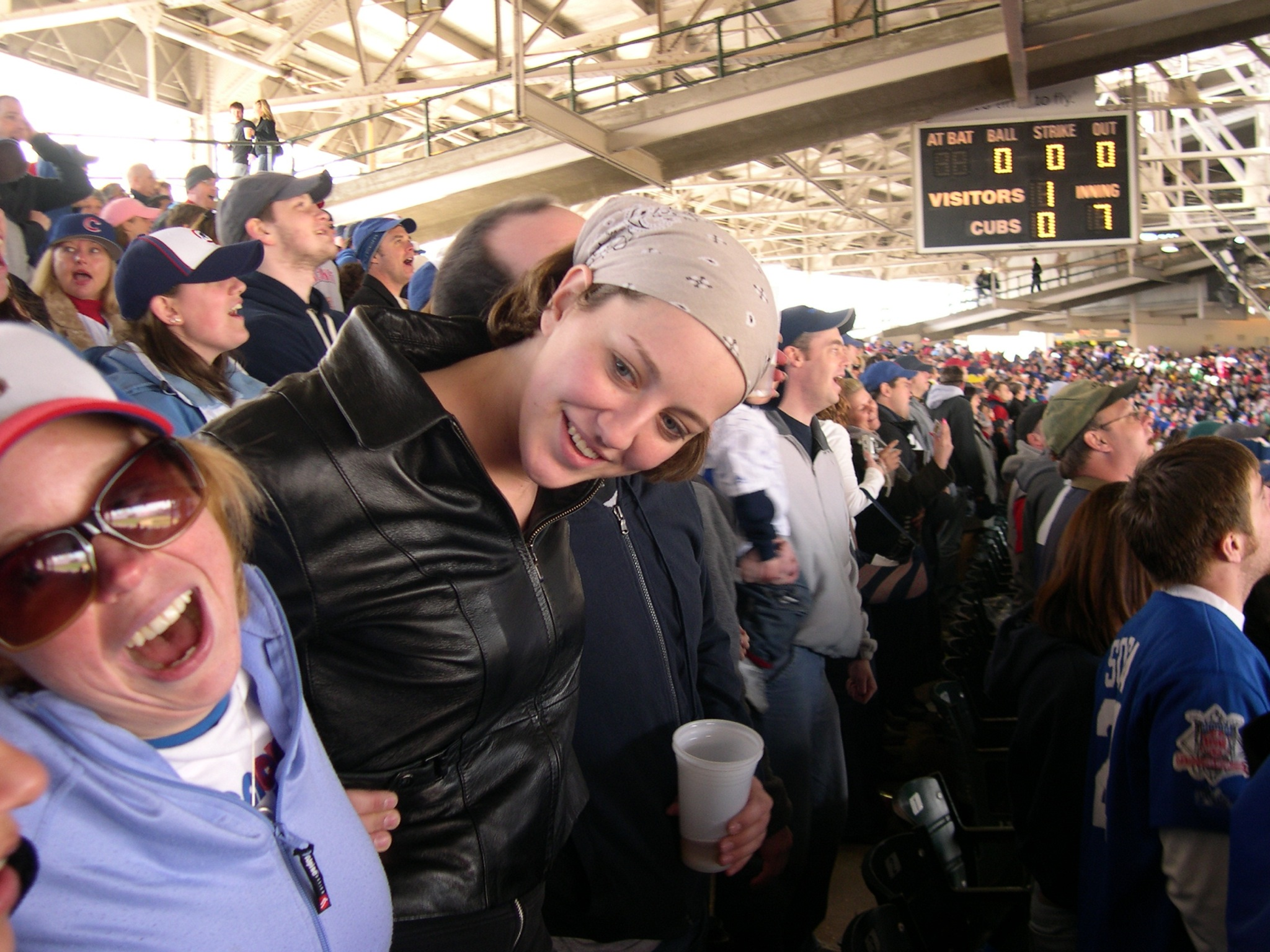
Honkbalfans tijdens de seventh-inning stretch.

De rust in een sportwedstrijd betekent een pauze voor de deelnemers, waarbij de wedstrijd even stil wordt gelegd. Deze periode kan door sporters worden gebruikt om uit te rusten, water te drinken, of tactieken te bespreken met de trainer. Bij voetbal duurt deze pauze zo'n 15 minuten, en vindt altijd plaats halverwege de normale speeltijd. Hetzelfde geldt voor hockey en Rugby Union, hoewel deze sporten een rusttijd van tussen de 5 en 10 minuten kennen. 
Na de rust wisselen de teams van speelhelft.

## Honkbal
Bij honkbal is er een pauze van enkele minuten na elke halve inning. De rust halverwege de zevende inning staat ook wel bekend als de seventh-inning stretch, en duurt normaal gesproken langer. In de Verenigde Staten wordt gedurende deze stretch traditioneel het lied Take Me Out to the Ball Game gezongen. Bij American football is er elke keer een rust als de American Footballbal uit het spel is.